# PureView
PureView é o um termo usado pela Nokia para as tecnologias utilizadas nas câmeras de alguns de seus telefones, incluindo o Nokia Lumia 920 e Nokia 808.
A empresa desenvolveu esta tecnologia sob o "super-pixel"; recurso que combina milhares de outros pixels em um só. A imagem tirada com o zoom ativado não possui perda por pixelização, o que torna uma imagem visível.